# Gliadeni
Gliadeni (en rus: Глядены) és un poble de l'óblast de Sverdlovsk, a Rússia, segons el cens del 2010 tenia 191 habitants.